# Ciortolom
Ciortolom – wieś w Rumunii, w okręgu Vaslui, w gminie Tutova. W 2011 roku liczyła 164 mieszkańców.